# Мечеть Сельчук Хатун
Мече́ть Сельчу́к Хату́н (тур. Selçuk Hatun Camii) — мечеть османського періоду, розташована в Едірне, Туреччина. Збудована у 1456 році Сельчук Хатун як месджид (мала молитовна споруда). Пізніше, після смерті її імама Ібрагіма Халіфе, який заповів свої заощадження на мечеть, до споруди було додано мінбар, і вона була перетворена на повноцінну мечеть.
Мечеть збудована з тесаного каменю і має квадратний план. Вона перекрита одним куполом та має один мінарет. У 2003 році була проведена реставрація, після якої мечеть знову відкрили для богослужінь.